# サンクトペテルブルク・フィルハーモニー交響楽団
サンクトペテルブルク・フィルハーモニー交響楽団（露: Заслуженный коллектив России Академический симфонический оркестр Санкт-Петербургской филармонии（日本語に直訳すると「サンクトペテルブルク・フィルハーモニアのロシア功労団体たる学術的交響楽団」）、英: Saint Petersburg Philharmonic Orchestra）は、ロシアのサンクトペテルブルクにあるサンクトペテルブルク・フィルハーモニアを本拠地とするオーケストラ。

## 概要
オーケストラの起源は、1772年に発足したペテルブルク音楽協会に遡る。1802年、ペテルブルク・フィルハーモニー協会に改組され、1824年にはベートーヴェンの「ミサ・ソレムニス」を世界初演した。
現在のサンクトペテルブルク・フィルの設立は1882年である。設立当初は宮廷管弦楽団であったが、次第に一般対象のコンサートも増え、バラキレフやグラズノフなどが指揮台に立った他、ニキシュやリヒャルト・シュトラウスもこの頃客演している。
1917年のロシア革命により、宮廷管弦楽団も改組され、初代常任指揮者にセルゲイ・クーセヴィツキーを迎えて再スタートを切る。1920年に「ペトログラード国立フィルハーモニー交響楽団」と改称し、1924年にペトログラードがレニングラードと改称されると国立フィルハーモニー協会傘下の「レニングラード・フィルハーモニー交響楽団」と改称した。
1938年、当時35歳のエフゲニー・ムラヴィンスキーが常任指揮者・音楽監督のポストにつき、生涯にわたってポストを全うする。半世紀におよぶムラヴィンスキー治世下で、レニングラード・フィルは全盛期を迎え、名実共にソ連トップ、世界屈指のオーケストラへの躍進を遂げる。1941年に亡命ドイツ人のクルト・ザンデルリング、1952年にアルヴィド・ヤンソンスが指揮者陣に加わる。
1991年、ソビエト連邦の崩壊によって、レニングラードが帝政時代の名称であるサンクトペテルブルクに復帰したことに伴い、「サンクトペテルブルク・フィルハーモニー交響楽団」に改称された。
本楽団が「レニングラード・フィル」であった1988年から現在に至るまで、30年以上にわたりユーリ・テミルカーノフが音楽監督・首席指揮者を務めている。

## 来日公演
レニングラード・フィルの初来日は1958年。その後、1970年にも来日しているが、どちらも首席指揮者であるムラヴィンスキーを伴っておらず、ムラヴィンスキーとの初来日は1973年のことである。その後、1975年、1977年、1979年と1年おきにムラヴィンスキーと来日した。
1986年10月にも来日し、マリス・ヤンソンスの指揮で、東京・サントリーホールで公演を行った。この時の演奏は、NHKテレビで放送もされた。当初、当該演奏会にはムラヴィンスキーが来日する予定であったが、病気を理由にキャンセルされている。

## 歴代首席指揮者・音楽監督等
- ゲルマン・フリーゲ (Герман Флиге) (1882- 1907年)
- ギューゴ・ヴァルリフ (Гуго Варлих) (1907 - 1917年)
- セルゲイ・クーセヴィツキー (Сергей Кусевицкий) (1917 - 1920年)
- エミール・クーパー (Эмиль Купер) (1920 - 1923年)
- ワレリアン・ベルデャエフ (Валериан Бердяев) (1924 - 1926年)
- ニコライ・マルコ (Николай Малько) (1926 - 1930年)
- アレクサンドル・ガウク (Александр Гаук) (1930 - 1934年)
- フリッツ・シュティードリー (Фриц Штидри) (1934 - 1937年)
- エフゲニー・ムラヴィンスキー (Евгений Мравинский) (1938 - 1988年)
- ユーリ・テミルカーノフ (Юрий Темирканов) (芸術監督、1988年 - 2023年 )
- ニコライ・アレクセーエフ（ロシア語: Алексеев, Николай Геннадиевич） (首席指揮者、2022年 - )[3]